# 狗雑種
狗雑種（のらいぬ）は、金庸の武俠小説『俠客行』の主人公。その出生などは謎であり、本名も不明。ただ母親から「狗雑種」（人と犬の交雑から得られる子；人を罵る用語）と呼ばれていたが、これは人の名前というよりも罵倒語の一種であるが、世間を知らない彼は長い間「狗雑種」を名乗っていた。作中では、のちに石破天、史億刀などの名前を付けてもらっており、中盤以降は石破天を名乗ることが多かった。

## 出自
作中では明らかにされず、姓はもちろん、年齢すら不明。ただ、生まれてすぐ行方不明になった石清の次男と年齢がだいたい一致すること、石清らの長男である石破天（石中玉）と外見的特長が極めて似ていることから、石清らの次男である石中堅ではないかと思われている。
その他、旅の途中で出会った張三・李四らとは義兄弟となっている。これは、狗雑種が「義兄弟」という関係に憧れていたところ、偶然出会った男らと意気投合して契りを結んだもの。

## 性格
十代の始めころまで山の中に引きこもりで母親と、阿黄という名の犬以外と出会うことがなかったため、世間と言うものを全く知らない。そのため、彼の言動はかなり突飛なものとなっており、各地で事件を引き起こしたり、また事件に巻き込まれたりする。
それでも、母親の機嫌がいいときに物語などを聞かせてくれたため、物語を通しての善悪や義俠心などは把握している。逆に打算などができないため、明らかに自分では敵わない相手であっても立ち向かうなど義俠の振る舞いをすることをためらわない。しかし、礼儀や人心の機微には疎く、褒めるつもりが公然と相手をけなしてしまったり、謙遜するつもりが尊大に振舞ってしまうなどの失敗も多い。
また、最大の特徴として「人に物事を依頼する」ということを極端に嫌がること。これは母親の教育によるもので、幼少期から絶対に人に物を頼んではならない、と厳しく言い含められたため。これがのちに謝煙客を大いに悩ませることとなった。

## 略歴
山で生活していたが、母親が失踪してしまったために下山。江湖の達人である石清・閔柔夫妻や雪山派らの争いに遭遇する。その時偶然から、その本来の持ち主である謝煙客に、どんな願いもかなえてもらえる「玄鉄令」を入手し、江湖の奇人謝煙客に出会う。しかし、狗雑種はまったく願い事を言わないため、謝煙客を大いに困惑させた。それでも願いをかなえなければならない謝煙客は、狗雑種を連れてともに生活することにする。
狗雑種は謝煙客に懐き、彼の世話をしながら生活するようになる。一方謝煙客は願い事を言わない狗雑種を殺すために、間違った内功を教える。
狗雑種は内功の修行中、長楽幇幇主と間違えられてさらわれ再び江湖へ。謝煙客も自身の修行中に長楽幇の使い手に襲われ不覚を取ってしまう。狗雑種は、その幇主とは別人だと主張したものの、雰囲気に逆らえず、幇主として扱われる。これ以降、長楽幇の人間からは狗雑種と同時期に失踪した幇主の名前である石破天（せき はてん）と呼ばれることになる。この時謝煙客に教わった間違った内功により瀕死の状態であったが、急所を打たれることにより回復し、すさまじい内功の使い手となった。
行く当てのない狗雑種はしばらく長楽幇に留まり、かつて大悲老人からもらった泥人形に隠されていた内功の奥義羅漢伏魔功の修行をして過ごしていた。長楽幇幇主石破天は雪山派の門下生であり、総帥の孫娘の仇である石中玉と同一人物であった。それを突き止めた雪山派の使い手たちは彼を殺そうと長楽幇に乗り込んでくる。長楽幇と雪山派の争いを何とか回避したものの、狗雑種を石破天と信じる美少女丁璫（ていとう）に連れ出され、さらにその祖父丁不三に誘拐され、長楽幇から離脱した。
丁不三の元から辛くも脱出した狗雑種は、史婆婆（しばば）とその孫娘阿繍（あしゅう）に出会い二人を助ける。この時の狗雑種は簀巻きにされていたため二人からは粽（ちまき）と呼ばれる。二人は雪山派総帥白自在（はくじざい）の妻と孫娘であった。
阿繍は門下生の石中玉に乱暴されそうになり、崖から身を投げたものの深雪により一命を取り留めていた。石中玉と瓜二つの容貌をした狗雑種を二人は警戒するが、まったく違う性格のため警戒を解く。また史婆婆は孫の身投げがきっかけとなり積年の鬱憤を夫にぶつけ家出をし、運良く阿繍を見つけ、気晴らしの旅をしていた。しかし、かつて史婆婆に想いを寄せていた丁不三の弟丁不四に誘拐され不四の住む島まで連れて行かれるところだった。二人を助けたことが縁となり狗雑種は史婆婆の編み出した金烏派に入門。このとき名前がないのは都合が悪いと言うので、史億刀（し おくとう）の名前を授かる。この「史」の姓は史婆婆からもらったもの。そして「億刀」は雪山派の白万剣に対抗し、これより強くなれとの願いを込めて付けられた。それとともに、武芸を、特に雪山派の剣法を破るための刀法を重点的に指導される。阿繍は狗雑種の世間知らずだが誠実で心根の優しいさまを見て淡い思いを抱くようになる。
島での金烏刀法の修行中に丁不三・丁不四兄弟と雪山派の争いが起こる。雪山派不利と見た狗雑種は持ち前の義俠心から雪山派に味方し丁兄弟を追い払う。雪山派の面々は彼を置いて立ち去り、史婆婆と阿繍も去ってしまった。再び一人ぼっちになってしまったものの、気を取り直し気ままな旅に出る。途中、張三・李四という二人の使い手と出会い食事を振舞う。二人は俠客島からの使者善悪賞罰であった。二人は各武術の門派の総帥に、足を踏み入れた者が二度と姿を見せないという俠客島からの招待状である銅牌を配り、悪行をなす組織を壊滅させ、江湖を震え上がらせている達人であった。二人は狗雑種のすさまじい内功をみて刺客と勘違いし、猛毒でもある内功の薬酒をすすめ殺そうとする。ところが痛みに耐えかね暴れだした狗雑種のお粗末な武芸を見て勘違いと悟り、狗雑種の望みどおり義兄弟の契りを結ぶ。狗雑種は薬酒を羅漢伏魔功で治め、更に内功を増大させたが、未熟であったために完全に毒を押さえられず毒掌を身につけてしまった。
張三・李四にも置き去りにされてしまった狗雑種だが、今度は石清・閔柔夫妻に出会い旅を共にする。夫妻は狗雑種が自分たちの息子で雪山派に預けた石中玉だと信じ、狗雑種に様々に問いかけ困惑させる。狗雑種も子供の頃の記憶が曖昧なため自分が二人の息子だと信じてしまう。道すがら夫妻は狗雑種に武術の理論、要訣などを教えた。丁璫や史婆婆から中途半端な武術しか習っていない狗雑種だったが、達人の指導と生来の聡明さにより凄まじい進歩をとげた。
石清・閔柔夫妻や丁璫らとともに長楽幇に戻ると張三・李四が本物の石中玉を連れて現れる。二人は俠客島からの招待状である銅牌を幇主に届けに来たのだった。その場で狗雑種と石中玉が入れ替わった次第が暴露され、中玉が幇主になったのも俠客島からの災いをのがれようとして、長楽幇が無理やり幇主の座につけたことと分かってしまう。銅牌を受けとることを拒否する中玉に代わり、長楽幇に世話になったことを恩に感じる狗雑種が銅牌を受け取る。そして息子の行いに絶望した石清・閔柔夫妻は中玉を連れて雪山派の本拠地に旅立つ。
その夜、再び丁璫に連れ出され、石中玉と入れ替わりになり石清・閔柔夫妻とともに雪山派へ向かうことになる。雪山派では総帥の白自在が半狂乱となり弟子たちに閉じ込められ、総帥の座の奪い合いにより混乱していた。その最中に史婆婆と阿繍が舞い戻り一旦は混乱が収まる。しかし張三・李四の出現により今度は総帥の座の譲り合いが始まる。それも狗雑種の類稀な内功を見て正気を取り戻した白自在が総帥に復帰することにより治まった。ところが次に石中玉と謝煙客が攻撃を仕掛けてくる。謝煙客はかつて修行中に襲われた恨みを晴らそうと長楽幇を襲ったのだが、その場に居た石中玉を狗雑種と間違え「雪山派を滅ぼして欲しい。」という願いを聞いてしまったために雪山派に襲い掛かったのだった。騙されたことを悟った謝煙客は中玉を殺そうとするが、その際とうとう狗雑種が願い事を言う。「石中玉を真人間にして欲しい」と。
金烏派、雪山派、長楽幇のいさかいに決着が付くと、俠客島に旅立つ。行ったものは二度と帰ってこれないと恐れられた島だが、そこでは李白の詩俠客行に隠された蓋世の武芸を習得するため、多くの武術家たちが俠客行の解読を試みていた。一心不乱に習得を試みる武術家たちは誰も島から出る気を起こさず、結果俠客島の伝説が広まったのであった。狗雑種は聡明ではあるものの、無知であることが幸いしてこの俠客行を身につけ、金庸作品中最強説が出るほどの使い手に成長した。

## 武功
10歳ころまでまったく武芸を修行しなかったが、内功に関しては桁違いの強さ。その内力により、狗雑種に触れるだけで一般人なら体に痺れを感じるほど。また雪山派の掌門・白自在のような一流の武術家から何十発と殴られても、狗雑種は強力な内力によって全くダメージを負っておらず、むしろ白自在の方が体を痛める描写すらある。
ただ、外功に関しては修行を始めたのが10代の半ばを過ぎたころと比較的に遅かったため、なかなか上達はしなかった。もっとも、狗雑種ほどの内力があれば大抵の相手には力ずくで十分に勝利することが可能。金烏刀法の習得後、石清夫婦から型に拘らない戦い方を学んでからはさらなる目覚しいほどの上達をとげる。
最終的に、俠客島において武林一流の使い手が30年以上掛けて達成できなかった武芸をも習得。天下無敵の武芸者となる。
炎炎功（えんえんこう）
謝煙客のもと、狗雑種が一番初めに修行した内功。普通は陰、陽の内功を交互に修行するのだが、狗雑種は純陰までの内功のあと、純陽の内功を修行するという無茶苦茶な方法で修行。本来、陰・陽をバランスよく修行しなければ体内の気が乱れて死亡するが、これは狗雑種に死んで欲しいと思っていた謝煙客がまともな方法を指導しなかったため。
狗雑種の場合、純真で雑念が全くなかったこと、丁璫が盗んできた「玄氷碧火酒」という貴重な薬酒で陰陽のバランスを中和したこと、展飛の攻撃が急所に当たった衝撃などの数々の偶然が積み重なり、異常とも言える強大な内力を得ることになった。のち、張三・李四と出会い、知らずに「烈火丹」という陽剛の、「九九丸」という陰柔の内力を得ることができる劇薬を大量に摂取し、ますます内力を増大させている。
羅漢伏魔神功（らかんふくまこう）
少林寺に伝わる内功の秘伝。泥人形の中に隠れていたものを狗雑種が発見。狗雑種はこれにより、炎炎功により得た強力すぎるな内力を自力でコントロールすることに成功した。これも習得が非常に難しいのだが、やはり純真で雑念がない狗雑種は簡単に習得した。
金烏刀法（きんうとうほう）
雪山派の剣術を打ち破るため、史婆婆が考案した刀法。習得には強い内力が必要とされている。なお、金烏は伝説に登場する太陽の象徴。その心は、太陽（金烏派）が出れば雪（雪山派）は溶けてなくなるしかない、という意味。雪山派剣術が72手あるのに対し、金烏刀法は73手あるなど、細かな点で雪山派を意識して作られている。また、一人の敵に二人でそれぞれ金烏刀法と雪山派剣術を振るえば、お互いの破綻を補い合い威力が増す。
毒掌（どくしょう）
張三・李四にふるまわれた陰陽二種の薬酒の解毒が不完全だったために身につけた技。内功をこめて振るえば毒気を発し、常人なら一吸いしただけで死に至る。
俠客島の武術
物語終盤、謎に包まれた俠客島で登場する武術。上乗の武術ではあるのだが習得には困難を極め、江湖で一流の武芸者ですら習得ができない。

## 演じた俳優
映画
- 郭追：『俠客行』 ショウ・ブラザーズ 香港 1982年

テレビドラマ
- 莫少聰：『俠客行』 中華テレビ（CTS） 台湾 1985年
- トニー・レオン：『俠客行』 無綫電視（TVB） 香港 1989年
- ウー・ジェン：『侠客行』 内蒙古電視台 中国 2001年